# Pietro Foti
Pietro Foti (Reggio Calabria, 14 gennaio 1828 – Reggio Calabria, 25 ottobre 1909) è stato un patriota e politico italiano.
Foti partecipò al moto insurrezionale di Reggio Calabria del 2 settembre 1847. Fu costretto ad andare esule a Costantinopoli.
Caduta la monarchia Borbonica, tornò a Reggio nel 1861, ed istituì la sezione reggina del Tiro a segno nel 1862, su sollecitazione di Giuseppe Garibaldi.
Partecipò alla vita politica cittadina e fu più volte eletto consigliere comunale e provinciale. Sindaco di Reggio Calabria negli anni 1889 - 1891, fu anche fondatore e presidente della Società Artistica Operaia di Mutuo Soccorso. Fu membro della Massoneria.